# Zum Guten Hirten (Hněvošice)

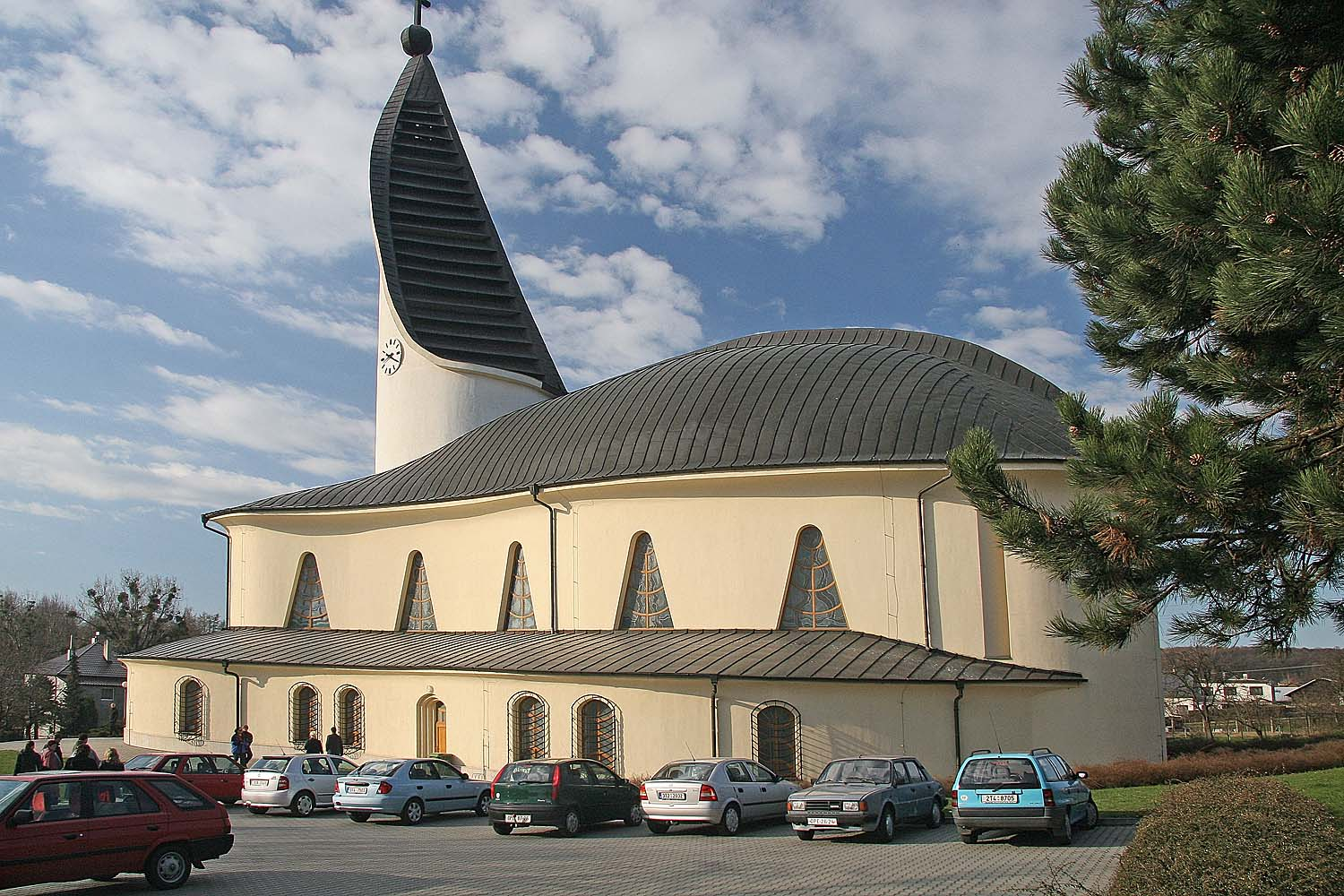
Ansicht der Kirche

Die Pfarrkirche Zum Guten Hirten (tschechisch Kostel Krista Dobrého pastýře) ist ein modernes Kirchengebäude des römisch-katholischen Bistums Ostrau-Troppau in der Gemeinde Hněvošice (Schreibersdorf) im Okres Opava, Tschechien.

## Lage
Die ungeostete Kirche Zum guten Hirten befindet sich im Ortszentrum von Hněvošice an der Straße Opavská (Staatsstraße I/46). In unmittelbarer Nähe liegen das Gemeindeamt, das Pfarramt und die alte Schrotholzkirche St. Peter und Paul.

## Geschichte
Im Jahre 1923 wurde in Hněvošice eine Pfarrei eingerichtet und ein Pfarrhaus gebaut. Als Pfarrkirche diente die 1730 errichtete Schrotholzkirche St. Peter und Paul, die bis dahin eine Tochterkirche der Pfarrei Oldřišov (Odersch) war und zu dieser Zeit bereits als zu klein angesehen wurde. Für einen Kirchenneubau fehlten der Kirchgemeinde jedoch die Mittel; später verhinderten diesen die politischen Verhältnisse (Anschluss an das Deutsche Reich, Zweiter Weltkrieg und Februarumsturz). 
Auch zu Zeiten der kommunistischen Diktatur blieb die Bevölkerung des Hultschiner Ländchens, im Gegensatz zu weiten Teilen des Landes, dem Katholizismus eng verbunden. Die Samtene Revolution machte schließlich einen Kirchenneubau in Hněvošice möglich.
Ab 1993 sammelte die Kirchgemeinde Kollekten zum Zweck des Kirchenneubaus. Im Jahr darauf beschloss die Kirchgemeinde nach Absprache zwischen Pfarrer Jaroslav Studený und der Gemeindeverwaltung Hněvošice, das Bauprojekt anzugehen. Die Ausführung wurde dem Troppauer Architekten Jan Kovář übertragen. Der Grundstein wurde im April 1995 durch Papst Johannes Paul II. anlässlich der Heiligsprechung von Johannes Sarkander und Zdislava von Lämberg in Olmütz geweiht. 
Zugleich begann die Kirchgemeinde 1995 mit Haussammlungen, um weitere Gelder zu erlangen. Besondere Unterstützung erhielt das Kirchbauprojekt durch eine Spende des in Schreibersdorf aufgewachsenen Herner Pfarrers Friedrich Spiske in Höhe von 100.000 DM.
Am 12. September 1995 wurde mit aus Kylešovice beschafftem Baumaterial auf dem Gelände des ehemaligen Gutshofes mit dem Kirchenbau begonnen. Unter der Aufsicht des Bauunternehmens Vítězslav Křesina aus Dub nad Moravou wurden die einfachen Arbeiten, wie der Bauaushub sowie die Verlegung von Kanälen von Kabeln, von Ortsansässigen sowie Unterstützern aus der polnischen Partnergemeinde Kietrz (Katscher) ausgeführt. Anspruchsvollere Arbeiten führte die Firma Křesina mit 10 Mitarbeitern selber aus. Überschattet wurde der Bau durch einen Unfall, bei dem der Hauptorganisator des Kirchenbaus, Baumeister Vítězslav Buchta, beim Holzfällen zu Tode kam. Der pensionierte Baumeister Erhard Stříbný übernahm daraufhin die Bauleitung. Die Bauzeit betrug lediglich ein Jahr, einen Monat und 15 Tage. Am 27. Oktober 1996 wurde die neue Kirche durch den Ostrau-Troppauer Bischof František Václav Lobkowicz feierlich geweiht. Im Oktober 2011 erhob Bischof Lobkowicz die Kirche Zum Guten Hirten zur Pfarrkirche der Pfarrei Hněvošice, die Kirche St. Peter und Paul wurde zur Tochterkirche.

## Beschreibung
Der Grundriss der Kirche ist einem Schiff nachempfunden, die Form des Kirchendaches erinnert an einen Fischrücken. An der südöstlichen Seite befindet sich der 48 m hohe Kirchturm mit einer vom Zeitzeichensender DCF77 gesteuerten Funkuhr sowie einem steil zum Schiff abfallenden Dach, in dem die Schallöffnungen für das aus den Glocken St. Wenzel und St. Zdislava bestehende Geläut liegen. 
Mittig an der Nordwestwand befindet sich auf einem Marmorsockel die vom Troppauer Bildhauer Jiří Klíma geschaffene Statue Christus, der Guten Hirte, die ihn mit ausgestreckter Hand und einem Lamm im Arm sowie einem Schaf zu seinen Füßen zeigt.
Das Bauwerk in der Linie Südost-Nordwest hat eine Länge von 42,3 m, die Breite des Schiffes beträgt bis zu 27 m. Das Gewölbe erreicht eine Höhe von 16,5 m.
Die Kirche fasst über 600 Personen; neben den Kirchenbänken mit 256 Sitzplätzen bietet sie noch 350 Stehplätze.